# Nyangatom (peuple)
Pour les articles homonymes, voir Nyangatom.
Les Nyangatom sont des habitants d'Afrique de l'Est ; ils vivent dans le sud-ouest de l'Éthiopie, au Soudan du Sud et en Ouganda.

## Population
En Éthiopie, lors du recensement de 2007 portant sur une population totale de 73 750 932 personnes, 25 238 se sont déclarées « Nyangatom ».
Ils représentent 0,12 %[réf. nécessaire] de la population de la Région des nations, nationalités et peuples du Sud.

## Ethnonymie
Selon les sources et le contexte, on rencontre différentes formes : Dongiro, Donyiro, Idongiro, Inyangatom, Ngangatom, Nyamatom, Nyangatoms.

## Langue
Ils parlent le nyangatom, une langue nilotique dont on dénombrerait 24 300 locuteurs en 2007.

## Culture

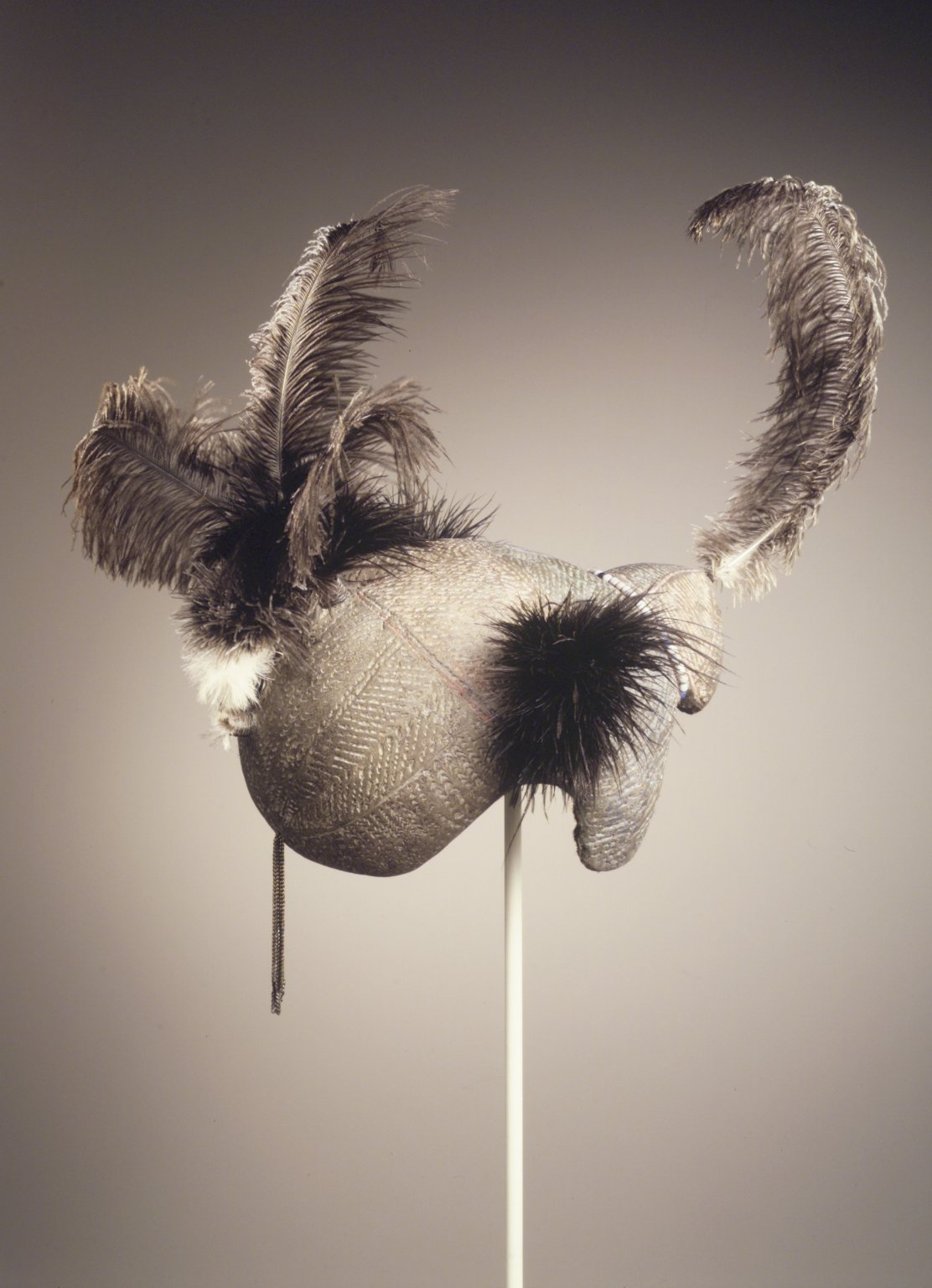
Coiffure à base de matière organique, pigments, cheveux humains, perles en plastique, plumes d'autruche, alliage de cuivre, aluminium

## Médiatisation
Plusieurs films à caractère ethnographique ont été tournés en pays nyangatom au cours des années 1970. En 2012, près de 8,2 millions de téléspectateurs français découvrent ce territoire et ses habitants en compagnie de l'actrice et réalisatrice Zabou Breitman dans le cadre de l'émission Rendez-vous en terre inconnue qui bat à cette occasion des records d'audience.

### Filmographie
- Akuren et Loditmwe, film de Jean Arlaud et Phil Merikopir Sénéchal, CNRS Images, Meudon, 2007 (cop. 1976), 15 min (DVD)
- Nyangatom : aspects de la vie d'une tribu nilotique, film documentaire réalisé par Jean-Pierre Baux (direction scientifique Serge Tornay), CERIMES, Vanves, 200? (cop. 1973), 9 min (DVD)
- Nyangatom : les fusils jaunes, film de Jean Arlaud, Philippe Sénéchal, Adavision, Paris, 2010 (cop. 1978), 52 min (DVD)
- Sang pour sang Nyangatom : des mangeurs d'éléphants aux fusils jaunes, film documentaire de Patrice Landes, L'Harmattan vidéo, 2007, 52 min (DVD)